# (3040) Kozai
(3040) Kozai (1979 BA) ist ein ungefähr drei Kilometer großer Asteroid des inneren Hauptgürtels, der am 23. Januar 1979 vom US-amerikanischen Astronomen William Liller am Cerro Tololo Inter-American Observatory ungefähr 80 km östlich von La Serena in Chile (IAU-Code 807) entdeckt wurde.

## Benennung
(3040) Kozai wurde nach dem japanischen Astronomen und Himmelsmechaniker Yoshihide Kozai (1928–2018) benannt, der am National Astronomical Observatory of Japan (IAU-Code 388) arbeitete. Die Benennung wurde vom Astronomen J. G. Williams vorgeschlagen.